# Sasad
Sasad ([ˈʃɒʃɒd])  est un quartier de Budapest, situé dans le 11e arrondissement.